# Großer Preis von China 2004
Der Große Preis von China 2004 (offiziell 2004 Formula 1 Sinopec Chinese Grand Prix) fand am 26. September auf dem Shanghai International Circuit in Shanghai statt und war das 16. Rennen der Formel-1-Weltmeisterschaft 2004.

## Berichte

### Hintergrund
Nach dem Großen Preis von Belgien stand Michael Schumacher bereits als Fahrerweltmeister fest. Nach dem Großen Preis von Italien führte er in der Fahrerwertung uneinholbar mit 38 Punkten vor Rubens Barrichello und mit 65 Punkten vor Jenson Button. Nach dem Großen Preis von Ungarn stand Ferrari als Konstrukteursweltmeister fest. Sie führten in der Konstrukteurswertung mit 140 Punkten uneinholbar vor BAR-Honda und mit 143 Punkten vor Renault.
Vor dem Rennwochenende gab es drei Fahrerwechsel: Ralf Schumacher kehrte nach seiner dreimonatigen Verletzungspause ins Williams-Cockpit zurück und löste dort Antonio Pizzonia ab. Bei Renault wurde Jarno Trulli durch Jacques Villeneuve ersetzt. Bei Jordan wurde Giorgio Pantano von Timo Glock abgelöst.
Da der Große Preis von China erstmals ausgetragen wurde, trat kein ehemaliger Sieger zu diesem Grand Prix an.

### Training
Die letzten sechs Teams der Konstrukteursmeisterschaft 2003 waren berechtigt, am Freitag im Training ein drittes Auto einzusetzen. Diese Fahrer fuhren am Freitag, traten aber weder im Qualifying noch im Rennen an. Anthony Davidson (BAR-Honda), Björn Wirdheim (Jaguar-Cosworth), Ryan Briscoe (Toyota), Robert Doornbos (Jordan-Cosworth) und Bas Leinders (Minardi-Cosworth) nahmen in dieser Funktion an den Freitagstrainings teil.
Im ersten freien Training erzielte Davidson die schnellste Runde vor Ralf Schumacher und Juan Pablo Montoya. Im zweiten freien Training behielt Davidson die Spitzenposition vor seinem Teamkollegen Button und Kimi Räikkönen.
Ab dem dritten freien Training durften nur noch die Stammpiloten eingesetzt werden. Ralf Schumacher erzielte die Bestzeit vor seinem Teamkollegen Montoya und seinem Bruder Michael Schumacher. Im vierten freien Training übernahm Ferrari-Pilot Michael Schumacher die Führung vor seinem Teamkollegen Barrichello und Räikkönen.

### Qualifying
Im ersten Qualifying, in dem die Startpositionen für das zweite Qualifying ermittelt wurden, erzielte Michael Schumacher die schnellste Runde vor Räikkönen und Giancarlo Fisichella. Im Qualifying erzielte Barrichello die schnellste Runde und übernahm die Pole-Position vor Räikkönen und Button. Michael Schumacher drehte sich in seiner schnellen Runde und gab ohne Zeit an der Box auf. Die Bridgestone-Reifen funktionierten in diesem Abschnitt besonders gut und so gelang es Sauber-Pilot Felipe Massa mit einem vierten Platz die bis zu diesem Zeitpunkt beste Startplatzierung seiner Karriere zu erzielen.

### Rennen
Michael Schumacher startete nach einem Motorenwechsel in der Nacht aus der Boxengasse und nahm das Rennen vollbetankt auf. Barrichello behauptete seine Führung beim Start vor Räikkönen. Fernando Alonso übernahm den dritten Platz vor Massa und Button. Der Engländer eroberte in der dritten Runde nach einem intensiven Duell die Position vom Sauber-Piloten zurück. Eine Runde später wurde Massa auch von Fisichella und Ralf Schumacher überholt. In der Zwischenzeit hatte Michael Schumacher große Mühe, sich wieder zusammenzufinden, und blieb auf dem siebzehnten Platz hinter dem Toyota von Olivier Panis stecken, der aufgrund eines Problems mit der Startsteuerung einen schrecklichen Start hatte. In Runde sechs überholte Button auch Alonso und rückte auf den dritten Platz vor, der BAR-Fahrer fuhr sofort die schnellste Rennrunde. Nach zehn Rennrunden eröffnet Massa die erste Serie von Boxenstopps. Kurz darauf berührte Michael Schumacher Christian Klien beim Versuch, den Österreicher zu überholen. Während Michael Schumacher weiterfahren konnte, war das Rennen für Klien aufgrund einer beschädigten Aufhängung beendet.
Barrichello und Räikkönen tankten in Runde 12 gemeinsam. Der Brasilianer hielt den Finnen hinter sich. Alonso und Button blieben eine bzw. zwei Runden länger auf der Strecke und behielten die Plätze vier und drei. Weiter hinten geriet Michael Schumacher ins Schleudern und verlor viel Zeit. Der deutsche Fahrer war in der 20. Runde der letzte, der tankte, nachdem er sowohl Fisichella als auch seinen Bruder überholt hatte.
Nachdem Toyota-Pilot Ricardo Zonta mit einem Getriebeschaden ausgefallen war, musste Ralf Schumacher das Rennen nach einer Kollision mit David Coulthard aufgeben. Wenig später schied auch Minardi-Pilot Gianmaria Bruni, der ein Rad verloren hatte, aus.
An der Spitze gab es ein taktisches Duell zwischen Barrichello, Button und Räikkönen. Während Button zweimal stoppte, mussten seine zwei Gegner dreimal an die Box. Kurz vor Rennende kam es zu einem Duell zwischen Michael Schumacher und Villeneuve um die elfte Position, bei dem der Deutsche am Kanadier vorbeizog. Allerdings konnte er schließlich nicht davon profitieren, da er noch einen weiteren Boxenstopp absolvieren musste. Michael Schumacher gelang es jedoch die schnellste Runde zu erzielen.
Schließlich entschied Barrichello das Rennen für sich und gewann zum zweiten Mal in dieser Saison. Zweiter wurde Button vor Räikkönen. Die weiteren Punkte gingen an Alonso, Montoya, Takuma Satō, Fisichella und Massa.
Durch seinen Sieg sicherte sich Barrichello zum zweiten Mal in seiner Karriere die Vizeweltmeisterschaft hinter Michael Schumacher. Auch der drittplatzierte Button war nicht mehr einzuholen. Bei den Konstrukteuren vergrößerte BAR-Honda den Abstand zu Renault im Duell um den zweiten Platz hinter Ferrari.

## Meldeliste
| Team                       | Nr. | Fahrer               | Chassis        | Motor                 | Reifen |
| -------------------------- | --- | -------------------- | -------------- | --------------------- | ------ |
| Scuderia Ferrari Marlboro  | 01  | Michael Schumacher   | Ferrari F2004  | Ferrari 3.0 V10       | B      |
| Scuderia Ferrari Marlboro  | 02  | Rubens Barrichello   | Ferrari F2004  | Ferrari 3.0 V10       | B      |
| BMW.WilliamsF1 Team        | 03  | Juan Pablo Montoya   | Williams FW26  | BMW 3.0 V10           | M      |
| BMW.WilliamsF1 Team        | 04  | Ralf Schumacher      | Williams FW26  | BMW 3.0 V10           | M      |
| West McLaren Mercedes      | 05  | David Coulthard      | McLaren MP4-19 | Mercedes-Benz 3.0 V10 | M      |
| West McLaren Mercedes      | 06  | Kimi Räikkönen       | McLaren MP4-19 | Mercedes-Benz 3.0 V10 | M      |
| Mild Seven Renault F1 Team | 07  | Jacques Villeneuve   | Renault R24    | Renault 3.0 V10       | M      |
| Mild Seven Renault F1 Team | 08  | Fernando Alonso      | Renault R24    | Renault 3.0 V10       | M      |
| Lucky Strike BAR Honda     | 09  | Jenson Button        | BAR 006        | Honda 3.0 V10         | M      |
| Lucky Strike BAR Honda     | 10  | Takuma Satō          | BAR 006        | Honda 3.0 V10         | M      |
| Lucky Strike BAR Honda     | 35  | Anthony Davidson     | BAR 006        | Honda 3.0 V10         | M      |
| Sauber Petronas            | 11  | Giancarlo Fisichella | Sauber C23     | Petronas 3.0 V10      | B      |
| Sauber Petronas            | 12  | Felipe Massa         | Sauber C23     | Petronas 3.0 V10      | B      |
| Jaguar Racing              | 14  | Mark Webber          | Jaguar R5      | Cosworth 3.0 V10      | M      |
| Jaguar Racing              | 15  | Christian Klien      | Jaguar R5      | Cosworth 3.0 V10      | M      |
| Jaguar Racing              | 37  | Björn Wirdheim       | Jaguar R5      | Cosworth 3.0 V10      | M      |
| Panasonic Toyota Racing    | 16  | Ricardo Zonta        | ToyotaTF104    | Toyota 3.0 V10        | M      |
| Panasonic Toyota Racing    | 17  | Olivier Panis        | ToyotaTF104    | Toyota 3.0 V10        | M      |
| Panasonic Toyota Racing    | 38  | Ryan Briscoe         | ToyotaTF104    | Toyota 3.0 V10        | M      |
| Jordan-Ford                | 18  | Nick Heidfeld        | Jordan EJ14    | Ford 3.0 V10          | B      |
| Jordan-Ford                | 19  | Timo Glock           | Jordan EJ14    | Ford 3.0 V10          | B      |
| Jordan-Ford                | 39  | Robert Doornbos      | Jordan EJ14    | Ford 3.0 V10          | B      |
| Minardi F1 Team            | 20  | Gianmaria Bruni      | Minardi PS04B  | Cosworth 3.0 V10      | B      |
| Minardi F1 Team            | 21  | Zsolt Baumgartner    | Minardi PS04B  | Cosworth 3.0 V10      | B      |
| Minardi F1 Team            | 40  | Bas Leinders         | Minardi PS04B  | Cosworth 3.0 V10      | B      |

Anmerkungen
1. 1 2 3 4 5  Nahm nur am Freitagstraining teil.

## Klassifikationen

### Qualifying
| Pos. | Fahrer               | Konstrukteur     | Q1       | Q2         | Start |
| ---- | -------------------- | ---------------- | -------- | ---------- | ----- |
| 01   | Rubens Barrichello   | Ferrari          | 1:33,787 | 1:34,012   | 01    |
| 02   | Kimi Räikkönen       | McLaren-Mercedes | 1:33,499 | 1:34,178   | 02    |
| 03   | Jenson Button        | BAR-Honda        | 1:34,273 | 1:34,295   | 03    |
| 04   | Felipe Massa         | Sauber-Petronas  | 1:33,816 | 1:34,759   | 04    |
| 05   | Ralf Schumacher      | Williams-BMW     | 1:33,849 | 1:34,891   | 05    |
| 06   | Fernando Alonso      | Renault          | 1:34,599 | 1:34,917   | 06    |
| 07   | Giancarlo Fisichella | Sauber-Petronas  | 1:33,738 | 1:34,951   | 07    |
| 08   | Olivier Panis        | Toyota           | 1:34,153 | 1:34,975   | 08    |
| 09   | Takuma Satō          | BAR-Honda        | 1:34,051 | 1:34,993   | 18    |
| 10   | David Coulthard      | McLaren-Mercedes | 1:34,355 | 1:35,029   | 09    |
| 11   | Juan Pablo Montoya   | Williams-BMW     | 1:34,016 | 1:35,245   | 10    |
| 12   | Mark Webber          | Jaguar-Cosworth  | 1:34,334 | 1:35,286   | 11    |
| 13   | Jacques Villeneuve   | Renault          | 1:34,425 | 1:35,384   | 12    |
| 14   | Ricardo Zonta        | Toyota           | 1:34,958 | 1:35,410   | 13    |
| 15   | Nick Heidfeld        | Jordan-Ford      | 1:34,808 | 1:36,507   | 14    |
| 16   | Christian Klien      | Jaguar-Cosworth  | 1:35,447 | 1:36,535   | 15    |
| 17   | Timo Glock           | Jordan-Ford      | 1:37,143 | 1:37,140   | 16    |
| 18   | Zsolt Baumgartner    | Minardi-Cosworth | 1:37,510 | 1:40,240   | 19    |
| 19   | Michael Schumacher   | Ferrari          | 1:33,185 | keine Zeit | Box   |
| 20   | Gianmaria Bruni      | Minardi-Cosworth | 1:36,623 | keine Zeit | 17    |

Anmerkungen
1. ↑  Satō erhielt aufgrund eines Motorenwechsels eine Startplatzstrafe von zehn Plätzen.
2. ↑  Baumgartner erhielt aufgrund eines Motorenwechsels eine Startplatzstrafe von zehn Plätzen.
3. ↑  Michael Schumacher musste aus der Boxengasse starten, da an seinem Wagen Teile ausgetauscht wurde, als er unter Parc-fermé-Bedingungen stand.

### Rennen
| Pos. | Fahrer               | Konstrukteur     | Runden | Stopps | Zeit        | Start | Schnellste Runde |
| ---- | -------------------- | ---------------- | ------ | ------ | ----------- | ----- | ---------------- |
| 01   | Rubens Barrichello   | Ferrari          | 56     | 3      | 1:29:12,420 | 01    | 1:32,455 (28.)   |
| 02   | Jenson Button        | BAR-Honda        | 56     | 2      | + 1,035     | 03    | 1:32,935 (33.)   |
| 03   | Kimi Räikkönen       | McLaren-Mercedes | 56     | 3      | + 1,469     | 02    | 1:32,876 (53.)   |
| 04   | Fernando Alonso      | Renault          | 56     | 2      | + 32,510    | 06    | 1:33,625 (55.)   |
| 05   | Juan Pablo Montoya   | Williams-BMW     | 56     | 2      | + 45,193    | 10    | 1:33,108 (34.)   |
| 06   | Takuma Satō          | BAR-Honda        | 56     | 2      | + 48,791    | 18    | 1:33,533 (36.)   |
| 07   | Giancarlo Fisichella | Sauber-Petronas  | 56     | 3      | + 1:05,464  | 07    | 1:33,520 (25.)   |
| 08   | Felipe Massa         | Sauber-Petronas  | 56     | 3      | + 1:20,080  | 04    | 1:33,483 (43.)   |
| 09   | David Coulthard      | McLaren-Mercedes | 56     | 3      | + 1:20,619  | 09    | 1:33,727 (26.)   |
| 10   | Mark Webber          | Jaguar-Cosworth  | 55     | 2      | + 1 Runde   | 11    | 1:34,893 (32.)   |
| 11   | Jacques Villeneuve   | Renault          | 55     | 2      | + 1 Runde   | 12    | 1:34,950 (55.)   |
| 12   | Michael Schumacher   | Ferrari          | 55     | 3      | + 1 Runde   | Box   | 1:32,238 (55.)   |
| 13   | Nick Heidfeld        | Jordan-Ford      | 55     | 2      | + 1 Runde   | 14    | 1:34,717 (55.)   |
| 14   | Olivier Panis        | Toyota           | 55     | 3      | + 1 Runde   | 08    | 1:34,603 (51.)   |
| 15   | Timo Glock           | Jordan-Ford      | 55     | 2      | + 1 Runde   | 16    | 1:34,931 (54.)   |
| 16   | Zsolt Baumgartner    | Minardi-Cosworth | 53     | 3      | + 3 Runden  | 19    | 1:37,578 (51.)   |
| –    | Gianmaria Bruni      | Minardi-Cosworth | 38     | 2      | DNF         | 17    | 1:37,377 (23.)   |
| –    | Ralf Schumacher      | Williams-BMW     | 37     | 2      | DNF         | 05    | 1:33,546 (31.)   |
| –    | Ricardo Zonta        | Toyota           | 35     | 2      | DNF         | 13    | 1:34,269 (24.)   |
| –    | Christian Klien      | Jaguar-Cosworth  | 11     | 0      | DNF         | 15    | 1:36,888 (10.)   |

## WM-Stände nach dem Rennen
Die ersten acht jedes Rennens bekamen 10, 8, 6, 5, 4, 3, 2 bzw. 1 Punkt(e).

### Fahrerwertung
| Pos. | Fahrer               | Konstrukteur     | Punkte |
| ---- | -------------------- | ---------------- | ------ |
| 01   | Michael Schumacher   | Ferrari          | 136    |
| 02   | Rubens Barrichello   | Ferrari          | 108    |
| 03   | Jenson Button        | BAR-Honda        | 79     |
| 04   | Fernando Alonso      | Renault          | 50     |
| 05   | Jarno Trulli         | Renault          | 46     |
| 06   | Juan Pablo Montoya   | Williams-BMW     | 46     |
| 07   | Kimi Räikkönen       | McLaren-Mercedes | 34     |
| 08   | Takuma Satō          | BAR-Honda        | 26     |
| 09   | David Coulthard      | McLaren-Mercedes | 24     |
| 10   | Giancarlo Fisichella | Sauber-Petronas  | 21     |
| 11   | Ralf Schumacher      | Williams-BMW     | 12     |
| 12   | Felipe Massa         | Sauber-Petronas  | 11     |
| 13   | Mark Webber          | Jaguar-Cosworth  | 7      |

| Pos. | Fahrer             | Konstrukteur     | Punkte |
| ---- | ------------------ | ---------------- | ------ |
| 14   | Olivier Panis      | Toyota           | 6      |
| 15   | Antonio Pizzonia   | Williams-BMW     | 6      |
| 16   | Christian Klien    | Jaguar-Cosworth  | 3      |
| 17   | Cristiano da Matta | Toyota           | 3      |
| 18   | Nick Heidfeld      | Jordan-Ford      | 3      |
| 19   | Timo Glock         | Jordan-Ford      | 2      |
| 20   | Zsolt Baumgartner  | Minardi-Cosworth | 1      |
| 21   | Ricardo Zonta      | Toyota           | 0      |
| 22   | Marc Gené          | Williams-BMW     | 0      |
| 23   | Jacques Villeneuve | Renault          | 0      |
| 24   | Giorgio Pantano    | Jordan-Ford      | 0      |
| 25   | Gianmaria Bruni    | Minardi-Cosworth | 0      |

### Konstrukteurswertung
| Pos. | Konstrukteur     | Punkte |
| ---- | ---------------- | ------ |
| 01   | Ferrari          | 244    |
| 02   | BAR-Honda        | 105    |
| 03   | Renault          | 96     |
| 04   | Williams-BMW     | 64     |
| 05   | McLaren-Mercedes | 58     |

| Pos. | Konstrukteur     | Punkte |
| ---- | ---------------- | ------ |
| 06   | Sauber-Petronas  | 32     |
| 07   | Jaguar-Cosworth  | 10     |
| 08   | Toyota           | 9      |
| 09   | Jordan-Ford      | 5      |
| 10   | Minardi-Cosworth | 1      |